# Sofie Skoog
Sofie Skoog (ur. 7 czerwca 1990 w Hagfors) – szwedzka lekkoatletka specjalizująca się w skoku wzwyż.
Dziewiąta zawodniczka uniwersjady w Kazaniu (2013). W 2016 zajęła 5. miejsce podczas rozgrywanych w Portland halowych mistrzostw świata, a także była dziewiąta na mistrzostwach Europy w Amsterdamie. Siódma zawodniczka igrzysk olimpijskich w Rio de Janeiro (2016).
Złota medalistka mistrzostw Szwecji oraz reprezentantka kraju w meczach międzypaństwowych.
Jej trenerem jest były mistrz olimpijski w skoku wzwyż, Stefan Holm.
Rekordy życiowe: stadion – 1,94 (18 sierpnia 2016, Rio de Janeiro, 18 czerwca 2017, Sztokholm i 9 lipca 2017, Londyn); hala – 1,94 (13 lutego 2016, Växjö).

## Osiągnięcia
| Rok  | Impreza                              | Miejsce        | Lokata            | Wynik |
| ---- | ------------------------------------ | -------------- | ----------------- | ----- |
| 2013 | Uniwersjada                          | Kazań          | 9. miejsce        | 1,84  |
| 2015 | Halowe mistrzostwa Europy            | Praga          | el. – 16. miejsce | 1,87  |
| 2015 | Mistrzostwa świata                   | Pekin          | el. – 14. miejsce | 1,89  |
| 2016 | Halowe mistrzostwa świata            | Portland       | 5. miejsce        | 1,93  |
| 2016 | Mistrzostwa Europy                   | Amsterdam      | 9. miejsce        | 1,89  |
| 2016 | Igrzyska olimpijskie                 | Rio de Janeiro | 7. miejsce        | 1,93  |
| 2017 | Halowe mistrzostwa Europy            | Belgrad        | el. – 9. miejsce  | 1,86  |
| 2017 | I liga drużynowych mistrzostw Europy | Vaasa          | 1. miejsce        | 1,90  |
| 2017 | Mistrzostwa świata                   | Londyn         | el. – 18. miejsce | 1,89  |
| 2018 | Halowe mistrzostwa świata            | Birmingham     | 10. miejsce       | 1,84  |
| 2018 | Mistrzostwa Europy                   | Berlin         | el. – 16. miejsce | 1,86  |
| 2019 | Halowe mistrzostwa Europy            | Glasgow        | el. – 14. miejsce | 1,89  |